# 顯影劑

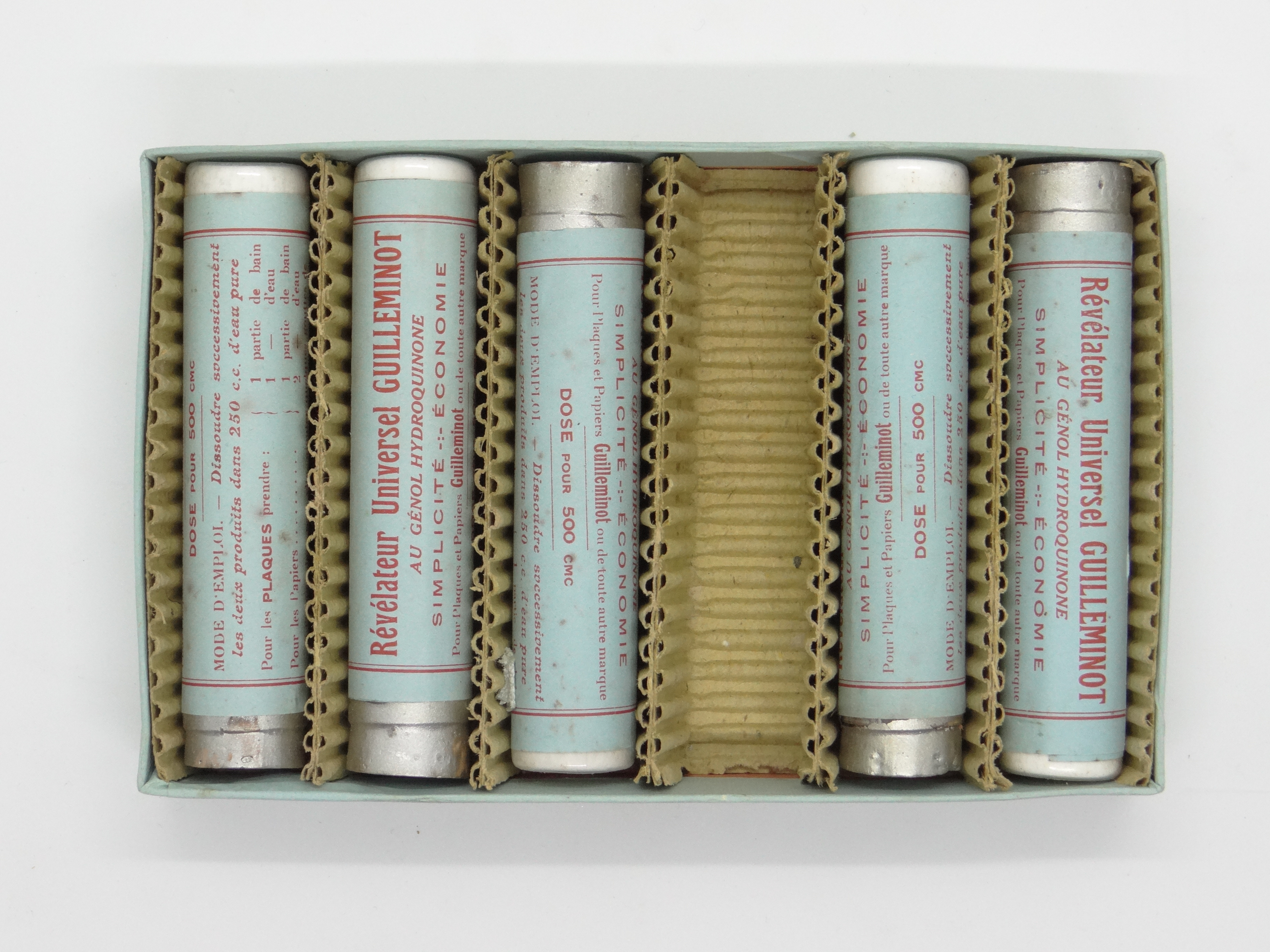
含有米吐尔与对苯二酚成分的MQ显影剂

顯影劑（developing agent，developer）又稱照相顯影劑（photographic developer）、顯像劑，是一種将感光胶片曝光后形成的不可见潜影显现出肉眼可见影像的化學品，用於照相機感光胶片的處理過程中。
显影剂还原曝光后胶片中潜影部分浅白颜色的卤化银，将其转化为黑色、细腻的金属银微粒； 这一过程在感光胶片的药膜层内完成。显影剂只会与胶片上曝光过的卤化银反应，这构成了胶片摄影的基础原理。一般而言，显影时间越长，胶片中图像的色彩密度越高，冲洗出的负相显得越深。

## 基本原理
在显影过程中，显影剂会选择性的还原胶片感光药膜中的卤化银晶体生产金属银微粒。只有曝光过形成潜影的区域才会给显影剂还原。感光药膜中的卤化银晶体组成光敏层，拥有更高感光度胶卷通常具有更大的颗粒尺寸，这样形成潜影所需的曝光量更少。反之如Kodachrome等超细颗粒的胶卷则需要更多的曝光量。由此可见，卤化银晶体尺寸与底片的感光度成正比。
金属银颗粒组成的图像是黑色的，在显影过程中一旦达到所需的底片密度则需停止显影。该过程称为“停影”，即采用水或稀酸溶液浸泡底片。停影过后，使用海波（硫代硫酸钠）溶液将胶片中未显影的卤化银溶解去除，避免底片再度感光，该过程称为“定影”。
许多底片冲洗店使用含有Diafine补偿显影剂的“双浴补偿型显影液”迫冲胶片，即通过调整显影效率提高胶卷曝光度。在此过程中，对苯二酚作为还原剂浸入胶片的感光药膜，与此同时胶片受浸泡在碱性溶液中，通过降低还原电位活化显影剂。曝光最多的区域消耗浸泡在药膜中的少量显影剂，并且在该点处的胶片变为完全不透明之前停止制造银晶体。曝光最少的区域此时还未消耗完药膜中的显影剂，因此显影得以继续。这种迫冲操作会造成画面对比度损失，但最终的成像效果能使拍摄技术不好的顾客满意。
自从显影技术发明以来，研究不同显影剂，不同曝光量对银盐感光底片最终成像的影响发展为一门专业技术，称为感光测定术，在19世紀末由Ferdinand Hurter（1844–1898）与Vero Charles Driffield（1848–1915）首創。

## 黑白胶片显影
黑白摄影使用的显影液通常含有一系列化学品混合物的水溶液。这些化学品的主要成分包括：
- 显影剂，如米吐尔（對甲基氨基苯酚硫酸鹽，英文：Metol）、菲尼酮（1-苯基-3-吡唑烷酮，英文：Phenidone）或菲尼酮-S（4-甲基-4-羟甲基-1-苯基-3-吡唑烷酮，英文：Dimezone-S）与對苯二酚 [7]
- 促进剂，如碳酸鈉、碳酸氫鈉、硼砂等化合物。这些物质加入显影液中作为缓冲成分维持显影液的pH值保持碱性，这是由于显影剂必须在碱性溶液中才有足够的显影能力[8]。
- 保护剂，如还原性的亞硫酸鈉，防止空气中氧氣氧化显影剂，降低显影液的药效。

经典的显影液配方诸如柯达公司的D-76感光胶片显影液、D-72相纸显影液，以及D-96电影用黑白负片显影液。
对苯二酚与米吐尔具有超加合作用，意味着前者能够还原在显影过程中氧化的米吐尔。显影液配方中的亚硫酸盐不仅防止显影剂受空气中的氧气氧化，并且在足够高的浓度下起到溶解去除卤化银晶体的作用。传统配方的平版印刷显影剂含有低浓度的亚硫酸盐/亚硫酸氢盐与甲醛（以粉末多聚甲醛形式加入）。
大多数显影液中含有少量的溴化钾作为抑制剂（防灰雾剂）高对比度显影剂含有更高浓度的对苯二酚与较低浓度的甲醇，并使用强碱，如氢氧化钠，将溶液pH提高至11至12左右。
米吐尔在高浓度盐溶液中难溶，因此需要使用前溶解混合的显影剂配方会告知用户先将米吐尔单独溶解在水中。按说明书列出的顺序依次投料溶解化学品非常重要。某些摄影师在溶解米吐尔之前加入一小撮亚硫酸钠以防止氧化，但含有大量亚硫酸盐的溶液会使米吐尔溶解的非常慢。
由於米吐尔具有毒性會造成接触性皮炎，現在市售的顯影劑常用菲尼酮或菲尼酮-S取代之。显影液常用的另一种成分對苯二酚對人體和環境也会造成毒性，因此某些现代产品（如柯达XTOL）使用抗坏血酸盐或維生素C來替代。然而這些化合物的稳定性较低。抗壞血酸盐显影剂具有反差補償和增加影像锐度的優點，但在显影過程會產生酸性的氧化副产物，这些副产物會阻碍并影响邻近区域显影剂活性。這也能够解釋为何抗壞血酸有较低的保存寿命，因为氧化的抗坏血酸盐会降低溶液的pH值，降低显影剂反应活性。近年来，一些实验者声称研发出了一系列解决方案以提高抗壞血酸配方显影液的穩定性。
其他可作为顯影劑的化学品包括對氨基苯酚、甘氨酸 （N-（4-羥基苯基）甘氨酸）、鄰苯三酚和鄰苯二酚。當用使用低浓度亚硫酸盐组分的顯影劑時，後兩种化合物會使胶片片基變硬，并在显影颗粒的边缘造成染色。通常情况下，邻苯三酚造成的染色会进一步增加胶片中过度曝光（及过度显影）区域的光学密度。因此这一特性獲摄影师追捧，通过提高光学密度以增加拍摄负片的对比度。这种显影技巧能够避免高光部分“溢出”（即高光区域达到Dmax极限，损失画面的色调与细节）。對苯二酚也有此特性，然而其染色效果只會出現在有微量亞硫酸鹽的水溶液中出现，但大部分的對苯二酚顯影劑富含高浓度的亞硫酸鹽。
在過去的年代中，拿來當作顯影劑的有氯對苯二酚、草酸亞鐵、羥基胺、乳酸亞鐵、Eikonogen、atchecin、安替比林、乙酰苯胺、阿米酚。
顯影劑也包含水軟化劑（例如EDTA鹽類、三聚磷酸鈉、NTA鹽類等），以防止鈣盐为主的水垢生成。
传统配方的平版印刷显影剂含有低浓度的亚硫酸盐/亚硫酸氢盐与甲醛（以粉末多聚甲醛形式加入）。极低的亚硫酸盐浓度配合高浓度，高pH值的对苯二酚溶液会使得胶片“感染性显影”（曝光后的卤化银晶体与未曝光的卤化银晶体碰撞，导致后者也还原），增强图案边缘的锐度。但此类高能量的显影剂在显影托盘中的使用寿命很短，但在其使用寿命中也能得到勉强可用的显影一致性。
现代平版印刷显影剂含有肼类化合物，四唑鎓类化合物和其他有机胺作为对比增强剂，以增加最终胶片影像的对比度，而不再依赖于传统的对苯二酚平版显影剂配方。这种配方非常类似于传统摄影中的快速显影液成分（添加剂除外），提高了倾倒于显影托盘中的使用寿命。与此相比，传统的对苯二酚配方平版印刷显影剂在显影托盘中的使用寿命非常短，并且冲洗效果一致性较差。

## 彩色负片顯影
彩色负片的显影原理与黑白胶片（黑白负片）的显影原理相似，其不同之处在于显影过程中，显色剂在还原胶片感光药膜内卤化银的同时氧化，并与该处的染料耦合剂结合，在胶片上生成显色染料。基于上述原理的C-41沖印處理能够用于冲洗几乎所有种类的彩色负片。生产彩色相纸的冲洗原理与C-41沖印處理，其显色剂采用对苯二胺的衍生物。
在彩色负片的感光药膜中含有三层不同特性的染料耦合剂。这三种染料耦合剂在完成显影后，分别会形成CMYK所对应的标准青色，标准洋红色和标准黄色染料。但是不同颜色的感光层之间会相互干扰，例如光线穿过位于顶端的蓝光感光层（对应标准黄色染料）抵达位于中间的绿光感光层（对应标准洋红色染料）最后照射在中间的红光感光层（对应标准青色染料）。这样会在最终底片中造成亮度与对比度误差，如蓝、青、绿色过暗而红、橙、黄色过亮，以及色相偏移。解决此问题的方法是在前两层感光层底部添加掺有其它颜色的染料耦合剂作为滤镜。

## 彩色反转片显影
对于类似柯达Ektachrome，富士Provia等系列的彩色反转摄影胶片,需要采用E-6冲印处理完成显影。E-6冲印处理主要由六个步骤组成：
- 1.首显

首显过程需要使用含有菲尼酮与对苯二酚磺酸盐的黑白显影剂。显影药液需要精确保持在华氏度100.4°F(摄氏度38°C)以避免反应温度误差所导致的显影过度或显影不足。对于大多数EI100曝光指数的彩色反转片，首显步骤需要6分钟时间；延长首显时间能够降低胶片的最大密度（Dmax）使其迫冲至更高曝光指数。首显步骤是E-6冲印处理中最重要的一步，因为其黑白显影过程还原各感光染料层中的卤化银，形成银颗粒组成的黑白负相，并决定反转胶片最终的影像密度与反差。
- 2.水洗

顾名思义，水洗的作用系清除第一步首显步骤引入的碱性显影液，保证后续步骤的药液不受污染。柯达官方建议的水洗步骤为2分钟，温度需保持在华氏度100.4°F(摄氏度38°C)左右。
- 3.反转

在这一步骤，由强氧化剂作为主要成分的反转药液由胶片感光乳剂吸收，与首显步骤中未经显影的卤化银结合。但在下一步彩显之前，反转药液不会与乳剂中未经显影的卤化银︀发生反应。该步骤完成后，后续的冲洗步骤允许在不大于800英尺烛光·秒（SI单位：约8000勒克斯·秒）总曝光量的安全灯下完成，以便工程师监测冲洗过程及故障排除。
- 4.彩显

彩显的作用是将胶片各彩色感光乳剂中的染料完成显影。此步骤使用如柯达CD-3等彩色显影剂。在该步骤中，胶片的三层感光层内每一层都含有不同的染料耦合剂，但这些不同的染料耦合剂都能与同一种彩色显影剂结合。彩色显影剂将未经显影的卤化银还原形成银颗粒，自身氧化，并分别与每一层中原位的染料耦合剂结合形成彩色染料完成曝光过程。最终在首显步骤中未形成黑白负相的区域留下彩色染料，形成彩色正相。
- 5.调整

彩显过后的胶片在调整液中洗去彩色显影剂，这样有利于防止彩色显影剂污染后续步骤的漂白液，造成色染。调整液中通常含有保护染料用的甲醛，以及EDTA等金属络合剂。
- 6.漂白

漂白步骤系将彩显过程中形成的金属银负相去除。漂白液中含有三价铁离子，同调整液中EDTA结合将胶片中金属银颗粒转化为卤化银：
{\displaystyle {\ce {{Fe+++EDTA}+{Ag^{\circ }}+Br^{-}->{Fe++EDTA}+AgBr}}}
漂白过后的胶片将继续定影、水洗、干燥，得到最终的彩色反转片成品。
目前市面上最常用的反转片冲洗工艺是E-6冲印处理，能够冲洗1980年代后发售的绝大部分彩色反转片，如Ektachrome、Provia、Velvia等。柯达公司已停产的Ektachrome相纸也能使用该方法完成冲洗。
普通的黑白胶卷也能通过类似的步骤冲洗成黑白反转片。在首显步骤过后，首先去除显影得到的银颗粒负相（这一步骤可使用重铬酸钾与硫酸进行漂白，并在后续步骤中清洗以移除胶片上的铬酸盐染色），尔后将首显步骤中未显影的潜影部分雾化，并进行二次显影，得到黑白正相。然而该方法并非对所有黑白胶片有同样的良好效果，其冲洗低速胶片（如伊尔福公司Pan-F）能得到较高的伽马值。柯达为其发售的Panatomic-X黑白胶卷提供的“直接正像冲洗套装”采用硫酸氢钠与硫酸作为漂白液，以及使用混合后不稳定的二次显影液。该二次显影液必须在混合后2小时内使用完毕。

## 其他方法
柯達的外耦型彩色反转片Kodachrome采用特殊的K-14 process冲洗工艺，与一般彩色负片与彩色反转片不同，它在顯影的過程中才加入染料。其他胶片则已经在胶片的感光药膜中包含三层对不同光敏感的耦合剂。
彩色顯影印刷，Cibachrome方法也使用色助劑來印刷，它會在顯影的過程中適當的地方漂白出來。此化學機制完全不同於C41（使用偶氮染劑，在光照下不容易褪色）。